# Jean-Marc Tennberg
Pour les articles homonymes, voir Trachtenberg.
Jean-Marc Tennberg, né Marc-Georges Trachtenberg le 12 mai 1924 à Pantin (Seine) et mort le 12 août 1971 à Lourmarin (Vaucluse), est un acteur et poète français.

## Biographie
Outre sa carrière d'acteur, il s'était rendu célèbre à la télévision par son interprétation du Hareng saur de Charles Cros, et celle du clerc de notaire Henri Poinsot dans La Belle et son fantôme. Ses séances de lecture de poèmes sur scène étaient aussi particulièrement appréciées.
Sa mère originaire de Gien dans le Loiret était antiquaire dans cette même ville. Il donna plusieurs représentations (Knock ou le Triomphe de la médecine) dans cette ville. Après son décès, il fut enterré dans le cimetière du village de Saint-Gondon. C'est dans ce village où vivait sa grand-mère qu'il passait des vacances dans sa jeunesse.

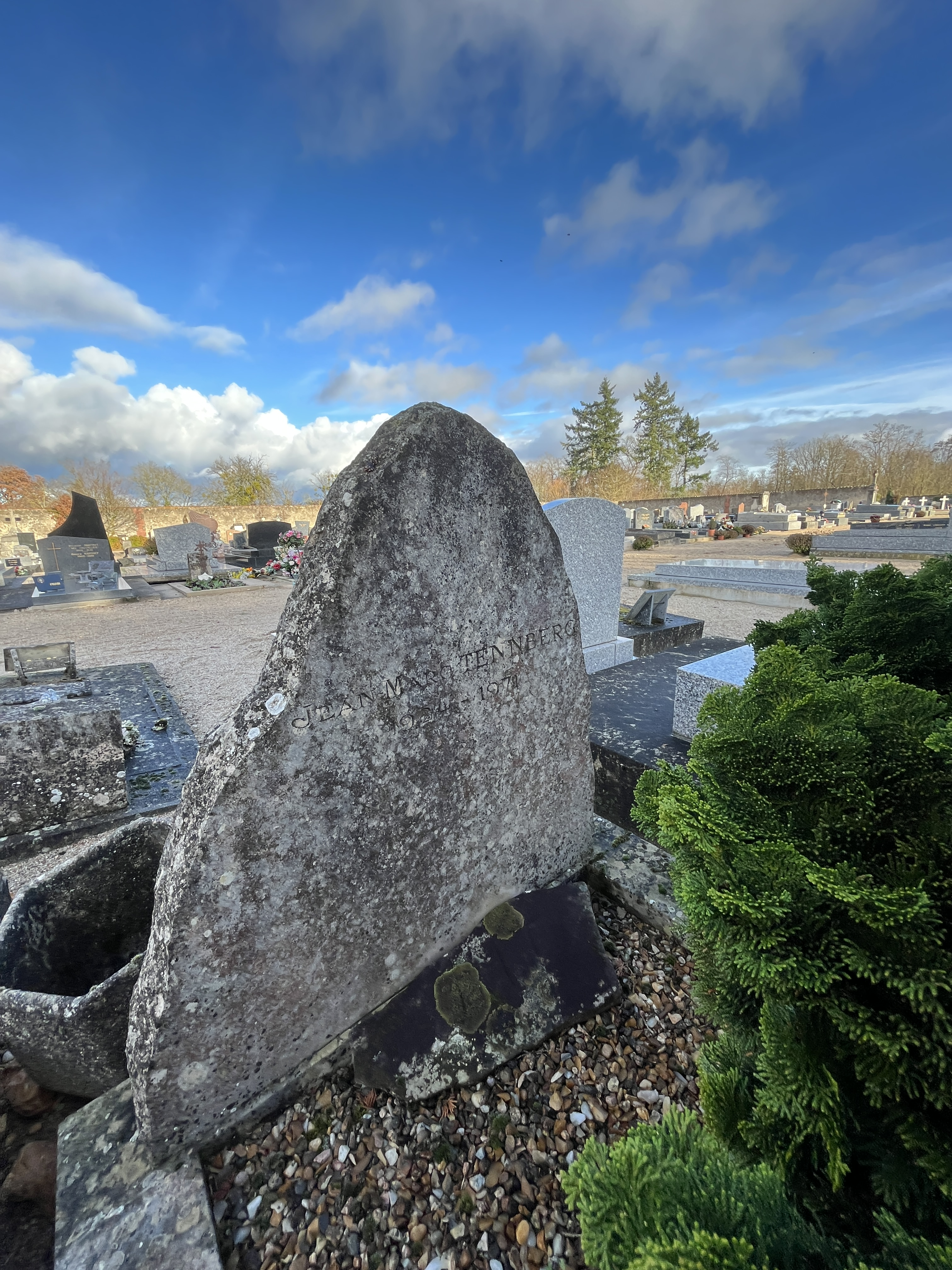
Tombe de Jean-Marc Tennberg au cimetière de Saint-Gondon.

Mort le 12 août 1971 à Lourmarin dans un accident de l'avion de tourisme qu'il pilotait, il est inhumé au cimetière de Saint-Gondon (Loiret).

## Filmographie

### Cinéma
- 1945 : Le Couple idéal de Bernard Roland
- 1945 : Cyrano de Bergerac de Fernand Rivers
- 1945 : La Ferme du pendu de Jean Dréville - (Un gars au battage)
- 1946 : Torrents de Serge de Poligny
- 1946 : Le Chanteur inconnu d'André Cayatte
- 1946 : Antoine et Antoinette de Jacques Becker - (Un client du tabac)
- 1947 : Par la fenêtre de Gilles Grangier - (Le cousin de Béziers)
- 1947 : Monsieur Vincent de Maurice Cloche
- 1947 : La Figure de proue de Christian Stengel
- 1947 : La Dame d'onze heures de Jean Devaivre : L'agent en faction
- 1948 : L'Ange rouge de Jacques Daniel-Norman
- 1948 : Les Dieux du dimanche de René Lucot - (Un spectateur du match)
- 1948 : Manon d'Henri-Georges Clouzot
- 1951 : Rue des Saussaies de Ralph Habib : Dédé le fada
- 1951 : Le Cap de l'Espérance de Raymond Bernard - (Georges Monval)
- 1951 : Anatole chéri de Claude Heymann
- 1951 : Fanfan la tulipe de Christian-Jaque - (Lebel, l'homme de confiance du roi)
- 1951 : La Vérité sur Bébé Donge d'Henri Decoin - (Le liftier de l'hôtel)
- 1952 : Nous sommes tous des assassins d'André Cayatte - (Frédo)
- 1952 : Le Sorcier blanc de Claude Lalande : Le directeur du Prisunic
- 1952 : La Minute de vérité de Jean Delannoy - (L'interne)
- 1952 : La Loterie du bonheur de Jean Gehret : le fou
- 1952 : Le Chemin de Damas de Max Glass : (Saül de Tarse)
- 1952 : Adorables Créatures de Christian-Jaque - (Le pianiste)
- 1953 : Faites-moi confiance de Gilles Grangier - (Maklouf)
- 1953 : La Môme vert-de-gris de Bernard Borderie : G.D.B, le journaliste toujours ivre
- 1953 : Les Trois Mousquetaires d'André Hunebelle - (Rochefort, le chef des gardes du Cardinal)
- 1954 : Madame du Barry de Christian-Jaque : Un seigneur
- 1954 : La Belle Otero de Richard Pottier - (Morillon)
- 1954 : Fantaisie d'un jour de Pierre Cardinal
- 1955 : French Cancan de Jean Renoir - (Savate, un "Apache")
- 1955 : La Bande à papa de Guy Lefranc - "La Postiche", un membre de la bande)
- 1956 : La Loi des rues de Ralph Habib - (Marcel)
- 1956 : Club de femmes de Ralph Habib  - (M. Morel)
- 1957 : Fernand clochard de Pierre Chevalier - (Jacques)
- 1962 : Le Repos du guerrier de Roger Vadim - (Coco)
- 1962 : Les Sept Péchés capitaux de Sylvain Dhomme, dans le sketch La colère - (Un gendarme)
- 1964 : Une ravissante idiote d'Édouard Molinaro - (Cartwright)
- 1965 : La Traite des blanches de Georges Combret - (Mario)
- 1965 : La vedovella - La baronne s'en balance de Silvio Siano - (Don Alvaro)
- 1966 : Le Canard en fer blanc de Jacques Poitrenaud - (Georget)

### Apparition / Figuration
- 1953 : La Rage au corps de Ralph Habib - Simple apparition -

### Courts Métrages
- 1958 : Métropolitain, court métrage de Henri Gruel et Laure Garcin - Narrateur
- 1960 : Thaumetopoea, la vie des chenilles processionnaires du pin et leur extermination contrôlée, court métrage documentaire de Robert Enrico - Narrateur

### Télévision
- 1961 : La Reine Margot de René Lucot
- 1962 : La Belle et son fantôme de Bernard Hecht (feuilleton télévisé) - (Le clerc Henri Poinsot)
- 1962 : La Caméra explore le temps, épisode le Meurtre de Henry Darnley de Guy Lessertisseur : Riccio
- 1964 : Ébauche d'un roman de Roger Kahane (téléfilm) : le Romancier

## Théâtre
- 1945 : À l'approche d'un soir du monde de Fabien Reignier, mise en scène Maurice Escande et Jacques-Henri Duval, théâtre Saint-Georges
- 1950 : Pas d'orchidées pour miss Blandish de James Hadley Chase, mise en scène Alexandre Dundas, théâtre du Grand Guignol
- 1952 : Philippe et Jonas d'Irwin Shaw, mise en scène Jean-Pierre Grenier, théâtre de la Gaîté-Montparnasse
- 1955 : Il y a longtemps que je t'aime de Jacques Deval, mise en scène Jean Le Poulain, théâtre Édouard VII
- 1960 : Sammy de Pol Quentin d'après Ken Hughes, mise en scène Jean Dejoux, théâtre Charles de Rochefort
- 1965 : Knock ou le Triomphe de la médecine de Jules Romains, mise en scène Marcelle Tassencourt, théâtre Montansier, théâtre Montparnasse
- 1967 : Un parfum de fleurs de James Saunders, mise en scène Georges Vitaly, théâtre La Bruyère

## Discographie
- Poésies : Apollinaire, Baudelaire, Cocteau, Daudet, La Fontaine, Prévert, Rimbaud, Verlaine…
- Poésies : De Villon à Prévert - Enregistrement intégral de l'unique récital donné le 28 février 1956 au Théâtre Fontaine. Grand Prix du Disque 1957 de l'Académie Charles Cros
- Jean-Marc Tennberg dit L'Art d'aimer d'Ovide Disques JMT, coll. Chefs-d'œuvre de l'Amour
- Jean-Marc Tennberg dit Chroniques martiennes - Usher 2 de Ray Bradbury Disques JMT, coll. Chefs-d'œuvre de l'Imaginaire.
- Contes de Noël : la petite marchande d'allumettes/le retour des rois mages.

éditions Odéon, 25 centimètres, 33tours OD1030 artistique, début des années 1960
- - Le Sang des hommes, un flic dort en chacun de nous. Témoignages : répressions mai 68, tortures en France, en Algérie et au ViêtNam. Disque 33 tours, 30 cm. 1968. Jean-Marc Tennberg a dédié ce disque à son père mort à Auschwitz. Production JM Tennberg, distribution CBS, disque JMT. Technicien Alain Butat, Claude Wagner. L'exemplaire no 001 a été gravé spécialement pour le Général de Gaulle Président de la République Française. Il a été gravé en outre 398 exemplaires numérotés de 002 à 399 et 1 exemplaire hors commerce marqué H.C. réservé à l'auteur. Le pressage normal n'est pas numéroté.
- Tennberg dit Prévert : triple album vinyle 30 cm, dans un coffret rouge - intérieur noir. Préface de Pierre Brasseur, Serge Reggiani, Catherine Sauvage, Arletty, Yves Montand, Les Frères Jacques, Juliette Gréco, - Disque JMT
- Monologues et poésie comique. Album 30 cm. CBS S 64492.